# Storelven
60°10′06″N 10°15′49″Ø / 60.16833°N 10.26361°Ø
Storelven er en flodstrækning i Drammensvassdraget. Flodstrækningen begynder hvor Ådalselven (der er en del af Begna) og Randselven løber sammen, nedenfor Hønefossen i byen Hønefoss, i Ringerike kommune. 
Storelven løber ud i Tyrifjorden, via nordenden af Nordfjorden, mellem det internationalt vigtige vådmarksområde Averøya naturreservat (ramsarområde) i Ringerike og Onsakervika (som har en stor campingplads og sandstrand med flotte bademuligheder) på Røyse i Hole kommune.
Langs flodstrækningen mellem Hønefoss og Tyrifjorden ligger også de internationalt vigtige vådmarksområder Synneren naturreservat, Lamyra naturreservat og Juveren naturreservat, som alle er krogsøer, afsnørede meanderslyngninger. Alle disse tre er beskyttet som ramsarområder.
I den nordlige ende af Nordfjorden har også Sogna sit udløb. Ved udløbet ligger Karlsrudtangen naturreservat, der ligeledes er et fredet ramsarområde. Mellem Karlsrudtangen og Averøya ligger Røssholmstranden, en stor sandstrand som er et meget populært badested i sommertiden.

## Bådtrafik på floden
Storelven er gjort farbar for lystbåde fra udløbet i Tyrifjorden op til Hønefossen, hvor der ved Bilthuggertangen på Nordsiden bygges et nyt havneanlæg – Glatved Brygge. Strækningen udgør ca. 16 km og hele bådruten er opmærket. Bryggen ligger i nær tilknytning til Riddergården og pladsen hvor det tidligere Glatvedts Hotel lå. Dette område bruges til koncerter, teater og andre festlige arrangementer om sommeren. Bryggen ligger også i gåafstand fra Hønefoss centrum.